# Зарічно-Вішурське сільське поселення
Зарі́чно-Вішу́рське сільське поселення (рос. Заречно-Вишурское сельское поселение) — муніципальне утворення у складі Шарканського району Удмуртії, Росія. Адміністративний центр — присілок Зарічний Вішур.

## Територія
Площа поселення становить 60,08 км², з яких 4 ставки займають 25 га. Гідрографія представлена густою мережею дрібних річок (найбільша річка — Вотка), струмків, джерела та ставків. Найбільш заболочені ділянки знаходяться в місцях виходу на поверхню підземних вод. В період весняних паводків вода може підніматись до 1,2 м. Ґрунти глинисті, у південній частині піщані, на сході — суглинисті.
Клімат помірно континентальний з чітко вираженими порами року. Зима помірно холодна, з рідкісними відлигами та сильними морозами (рідко коли −40 °C), нетривалими завірюхами (до 7 днів на місяць), багатосніжна (покрив до 80 см). Весна прохолодна та ясна, на початку відлига та заморозки, опади випадають до 13 днів на місяць у вигляді дощу та мокрого снігу. Літо тепле, з рідкісною спекою (рідко коли +30 °C), опади до 14 днів на місяць у вигляді грозових злив. Осінь похмура з опадами до 20 днів на місяць у вигляді дрібних дощів, рідше снігу. Переважаючі вітри протягом року — південно-західні зі швидкістю 4-8 м/с. Можливі урагани до 25-30 м/с, які супроводжуються влітку зливами та грозами, а взимку завірюхами.
Поселення розташоване в зоні південної тайги. Найбільші ліси на півдні. Вони мішані з переважанням ялини, берези, рідше ялиці та осики.

## Історія
Петунівська сільська рада Сосновської волості Іжевського повіту була утворена в липні 1924 року. До її складу входили присілки Петуньки, Вішур-Пурга, Зарічний Вішур, Кушто-Ключ та починок Арланово. 1929 року Сосновська волость була ліквідована, а сільська рада увійшла до складу Шарканського району Вотської АО. Станом на 1935 рік до складу сільської ради входили присілки Арланово, Вішур-Пурга, Зарічний Вішур, Кушто-Ключ, Пашур-Вішур та Петуньки. 11 вересня 1950 року до складу сільської ради передано присілок Ляльшур Вортчинської сільської ради, а присілок Кушто-Ключ переданий до складу Сосновської сільської ради. 5 березня 1963 року Шарканський район був ліквідований, територія, разом із Петунівською сільською радою, увійшла до складу Воткінського району.
16 листопада 1965 року Шарканський район був відновлений. 25 березня 1971 року до складу сільської ради були передані присілки Кушто-Ключ та Табанево, починки Кучик та Липовка Сосновської сільської ради. Станом на 1971 рік до складу сільської ради входили присілки Арланово, Вішур-Пурга, Зарічний Вішур, Кушто-Ключ, Ляльшур, Пашур-Вішур, Петуньки, Табанево, Шляпіно та починки Калиновка, Кучик, Липовка. 2 квітня 1973 року був ліквідований починок Кучик. 27 лютого 1987 року до присілка Пашур-Вішур був приєднаний присілок Вішур-Пурга. 19 липня 1990 року була утворена Ляльшурська сільська рада у складі присілків Арланово, Ляльшур, Пашур-Вішур та Шляпіно.

## Населення
Населення — 646 осіб (2015; 642 в 2012, 649 в 2010).

## Склад
До складу поселення входять такі населені пункти:
| Населений пункт          | Населення, осіб (2010) | Населення, осіб (2012) |
| ------------------------ | ---------------------- | ---------------------- |
| Зарічний Вішур, присілок | 376                    | 376                    |
| Кушто-Ключ, присілок     | 41                     | 38                     |
| Петуньки, присілок       | 232                    | 228                    |

## Господарство
Сільським господарством займається ЗАТ «Ошмес», промисловість представлена нафтовидобувним підприємством ВАТ «Белкамнефть». Серед приватних підприємств працюють 8 організацій, з яких торгівлею зайняті 4.
Соціальна сфера: 2 клуб, 2 фельдшерсько-акушерські пункти, Петунівська школа та Зарічно-Вішурський садочок, бібліотека.
Протяжність асфальтованих доріг становить 10,5 км, є міст через річку Вотка. Територією поселення проходить нафтопровід Ножовка-Кіонгоп.